# Lee Re
Đây là một tên người Triều Tiên, họ là Lee.
Lee Re  (tiếng Hàn: 이레, sinh ngày 12 tháng 3 năm 2006) là một nữ diễn viên người Hàn Quốc. Khi mới 7 tuổi, cô từng khiến cả châu Á chấn động vì vai diễn một bé gái 9 tuổi bị xâm hại tình dục với những cảm xúc sâu sắc nhất trong bộ phim Hy vọng (2013).

## Phim

### Phim điện ảnh
| Năm  | Tựa đề               | Vai diễn         |
| ---- | -------------------- | ---------------- |
| 2013 | Hy vọng              | Im So-won        |
| 2014 | How to Steal a Dog   | Ji-so            |
| 2016 | A Melody to Remember | Soon-Yi          |
| 2018 | Seven Years of Night | Oh Se-ryeong     |
| 2019 | Chứng nhân hoàn hảo  | Kyung-hee        |
| 2019 | Phi vụ nữ quyền      | Ji-Hye (lúc nhỏ) |
| 2020 | Bán đảo Peninsula    | Joon-yi          |

### Phim truyền hình
| Năm  | Tiêu đề             | Vai diễn                              | Kênh      | Chú thích. |
| ---- | ------------------- | ------------------------------------- | --------- | ---------- |
| 2012 | Tạm biệt vợ yêu     | Min-seo                               | Channel A |            |
| 2012 | Kẻ truy đuổi        | con gái của Yoon Chang-min            | SBS       |            |
| 2012 | Chàng rể quý        | Byul                                  | MBC       |            |
| 2015 | Người cha tuyệt vời | Cha Sa-rang                           | tvN       |            |
| 2015 | Lục long tranh bá   | young Boon-yi                         | SBS       |            |
| 2016 | Quý ông trở lại     | Kim Han-na                            | SBS       |            |
| 2017 | Tòa án của ma nữ    | child Ma Yi-deum                      | KBS2      |            |
| 2018 | Đài phát tình yêu   | Song Geu-rim v                        | KBS2      |            |
| 2018 | Ký ức Alhambra      | Jung Min-joo                          | tvN       | [ 4 ]      |
| 2020 | Start-Up            | Won In-jae (thời niên thiếu)          | tvN       | [ 5 ]      |
| 2021 | Xin Chào, Tôi Ơi!   | Ban Ha-ni (thời niên thiếu)           | KBS2      |            |
| TBA  | Hellbound           | Jin Hee-jung [con gái của Kyung Hoon] | Netflix   |            |

## Giải thưởng và đề cử
| Năm  | Giải thưởng                                | Hạng mục                | Đề cử              | Kết quả   | Chú thích. |
| ---- | ------------------------------------------ | ----------------------- | ------------------ | --------- | ---------- |
| 2014 | Liên hoan phim Quốc tế Bắc Kinh lần thứ 4  | Best Supporting Actress | Hope               | Đoạt giải |            |
| 2014 | Giải thưởng Nghệ thuật Baeksang lần thứ 50 | Best New Actress (Film) | Hope               | Đề cử     | [ 6 ]      |
| 2015 | Liên hoan phim Marie Claire lần thứ 5      | Best New Actress        | How to Steal a Dog | Đoạt giải |            |
| 2015 | Giải thưởng Grand Bell lần thứ 52          | Best New Actress        | How to Steal a Dog | Đề cử     |            |
| 2017 | KBS Drama Awards lần thứ 31                | Best Young Actress      | Witch at Court     | Đoạt giải |            |
| 2018 | KBS Drama Awards 2018                      | Best Young Actress      | Radio Romance      | Đề cử     |            |
| 2020 | Lễ trao giải Buil Film Awards lần thứ 22   | Best Supporting Actress | Bán đảo Peninsula  | Đoạt giải |            |
| 2021 | Giải thưởng Điện ảnh Rồng Xanh lần 41      | Best Supporting Actress | Bán đảo Peninsula  | Đề cử     | [ 9 ]      |